# Ilex occulta
Ilex occulta är en järneksväxtart som beskrevs av Chang Jiang Tseng. Ilex occulta ingår i släktet järnekar, och familjen järneksväxter. Inga underarter finns listade i Catalogue of Life.